# Bästa låtarna
Bästa låtarna är ett samlingsalbum med BAO, utgivet 14 juni 2019. Albumet innehöll två nyutgivna låtar Lyckan kommer, lyckan går och Om du var jag. Albumet mixades av Benny Andersson och Bernard Löhr.

## Låtlista
| 1.  | Cirkus Finemang                     |               | Benny Andersson |                              | 4:16 |
| 2.  | Lyckan kommer, lyckan går           | Björn Ulvaeus | Benny Andersson | Helen Sjöholm, Tommy Körberg | 3:41 |
| 3.  | Vår sista dans                      | Björn Ulvaeus | Benny Andersson | Helen Sjöholm                | 4:49 |
| 4.  | Det är vi ändå (live)               | Björn Ulvaeus | Benny Andersson | Helen Sjöholm, Tommy Körberg | 4:11 |
| 5.  | Du är min man                       | Björn Ulvaeus | Benny Andersson | Helen Sjöholm                | 3:37 |
| 6.  | Fait accompli                       | Björn Ulvaeus | Benny Andersson | Tommy Körberg                | 4:00 |
| 7.  | En dag i sänder                     | Björn Ulvaeus | Benny Andersson | Helen Sjöholm                | 3:44 |
| 8.  | Nu mår jag mycket bättre            | Kristina Lugn | Benny Andersson | Helen Sjöholm, Tommy Körberg | 4:18 |
| 9.  | Story of a Heart (Sommaren du fick) | Björn Ulvaeus | Benny Andersson | Helen Sjöholm                | 5:10 |
| 10. | En natt i Köpenhamn                 | Björn Ulvaeus | Benny Andersson | Helen Sjöholm, Tommy Körberg | 4:15 |
| 11. | Om du var jag                       | Björn Ulvaeus | Benny Andersson | Helen Sjöholm                | 4:58 |

## Listplaceringar
| Lista (2019) | Topplacering |
| ------------ | ------------ |
| Sverige      | 5            |

### Fotnoter
1. ↑  Bästa låtarna på Svensk mediedatabas
2. ↑  ”Mitt hjärta klappar för dig”. Mono Music. http://www.monomusic.se/cd/basta-latarna. Läst 15 augusti 2020.
3. 1 2  ”Bästa Låtarna”. Discogs. https://www.discogs.com/Benny-Anderssons-Orkester-Helen-Sj%C3%B6holm-Tommy-K%C3%B6rberg-B%C3%A4sta-L%C3%A5tarna/release/13763713. Läst 15 augusti 2020.
4. ↑  ”Mitt hjärta klappar för dig”. Hitparad. https://hitparad.se/showitem.asp?interpret=Benny+Anderssons+Orkester&titel=B%E4sta+l%E5tarna&cat=a. Läst 15 augusti 2020.